# Петро Ломбардський
Петро Ломбардський, або Петро Новарський, Петро Ломбард, Ломбард, Ломбардець (лат. Petrus Lombardus; бл. 1095/1100, Лумеллоньйо побл. Новари — 20 липня 1160, Париж) — католицький богослов і філософ-схоласт XII століття. Прізвисько Петра — Магістр сентенцій (лат. Magister sententiarum) за назвою його найвідомішого твору.

## Біографія
Народився Петро коло Новари в П'ємонті. У 1159 році був призначений єпископом паризьким. Вчився в Болоньї, Реймсі і Парижі. Петро Абеляр був причиною того, що Ломбардець залишився жити в Парижі і став достатньо відомим магістром паризьких шкіл.